# Oscillatore
In elettronica un oscillatore è un circuito elettronico che genera forme d'onda di frequenza, forma e ampiezza di molteplici tipi senza un segnale di ingresso. Alcuni sono progettati per poterne generare di frequenza, forma e ampiezza variabile tramite sistemi di controllo quali tensioni o potenziometri.

## Descrizione
Gli oscillatori possono dividersi in due principali categorie:
- armonici o sinusoidali (o più propriamente quasi sinusoidali);
- a rilassamento o bloccati.

Gli oscillatori nella loro vastità sono impiegati in innumerevoli applicazioni che spaziano dalla temporizzazione di circuiti digitali e non, alla generazione di portanti per le telecomunicazioni, agli strumenti elettromedicali, ecc.
Per un qualunque oscillatore valgono inoltre le seguenti nomenclature notevoli:
- se vi agisce una forza esterna proporzionale alla velocità (attrito) smorzante FS che avrà una propria frequenza variabile ωS, si parla di oscillatore smorzato; altrimenti è semplice;
- se vi agisce una forza esterna variabile sinusoidalmente col tempo FF con una frequenza costante ωF, si parla di oscillatore forzato; altrimenti è libero.

## Oscillatori armonici elettrici
Gli oscillatori armonici producono un segnale di andamento sinusoidale (o quanto più possibile prossimo ad esso).
Essenzialmente si tratta di un amplificatore in cui l'uscita è riportata all'ingresso con una retroazione positiva attraverso un filtro passa-banda stretto. Quando il circuito è acceso, l'amplificatore produce inevitabilmente in uscita del rumore. Il circuito di reazione riporta in ingresso le componenti del rumore della frequenza del filtro passa-banda che vengono amplificate. Il ciclo si ripete fino al raggiungimento del regime di funzionamento.
Gli oscillatori sinusoidali sono suddivisibili in tre principali categorie in base agli elementi circuitali utilizzati.
- Oscillatori RC: utilizzano, oltre che elementi attivi, esclusivamente resistori e condensatori (circuito RC). Tra di essi sono da menzionare: l'oscillatore a ponte di Wien, l'oscillatore a sfasamento, l'oscillatore a Doppio T, l'oscillatore in quadratura.
- Oscillatori LC: usano, oltre agli elementi attivi, circuiti di reazione con resistori, condensatori ed induttori. Loro peculiarità è sfruttare un risuonatore RLC per assicurare stabilità alle oscillazioni. Da menzionare: L'oscillatore di Van der Pol, l'oscillatore di Colpitts, l'oscillatore di Hartley, l'oscillatore di Meissner.
- Oscillatori quarzati: quest'ultima categoria di oscillatori fa uso di un cristallo di quarzo piezoelettrico il cui comportamento è assimilabile a quello di un circuito LC. Questi oscillatori hanno spiccate qualità di stabilità in frequenza e di stabilità alla temperatura date dalle ottime qualità di oscillatore meccanico proprie dei cristalli piezoelettrici di quarzo. Il più noto è l'oscillatore di Pierce.

Le principali soluzioni circuitali usate in elettronica per realizzare oscillatori armonici sono:

### Hartley

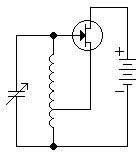
Schema di oscillatore Hartley a FET

L'oscillatore Hartley è di tipo LC in cui la retroazione è di tipo ad accoppiamento induttivo attraverso un trasformatore sintonizzato (per frequenze elevate si tratta di due bobine avvolte in aria). In alternativa viene usata un'unica bobina che si comporta come un autotrasformatore sintonizzato, come nell'esempio in figura.
La frequenza di risonanza può essere variata agendo sul condensatore variabile, mantenendo l'ampiezza del segnale prodotto relativamente costante. Svantaggi di questa soluzione sono la produzione di armoniche indesiderate e quindi una forma d'onda non perfettamente sinusoidale.
Viene tipicamente usato a frequenze superiori ai 100 MHz per scavalcare i problemi d'instabilità del rapporto di capacità tra i 2 condensatori del Colpitts.

### Colpitts
L'oscillatore Colpitts prende il nome dal suo ideatore, Edwin H. Colpitts. Si tratta di una soluzione semplice e affidabile, in grado di generare segnali di buona qualità senza eccessivi sforzi progettuali.
Il circuito Colpitts è simile al circuito Hartley con la differenza che la reazione avviene attraverso un filtro costituito da un induttore e due condensatori. Normalmente è utilizzato a frequenze inferiori ai 100 MHz.

#### Seiler
L'oscillatore Seiler è un Colpitts a reazione base-emettitore (o griglia-catodo o gate-source) in cui l'accoppiamento al risonatore parallelo avviene attraverso un piccolo condensatore Questo rende un'amplificazione di tensione e quadraticamente d'impedenza, questo porta una quantità irrisoria di energia trasferita al risonatore e la stabilità (persino migliore di quella dell'oscillatore Vackar) è altissima, ma il tempo di assestamento diventa lunghissimo rispetto l'equivalente Colpitts.

#### Vackar
Una versione modificata del Colpitts è stata realizzata da Vackar con la semplice interposizione di un piccolo condensatore che incrementa di molto la stabilità dell'oscillatore. Siccome l'energia trasferita è particolarmente piccola, questo miglioramento è a scapito del tempo di assestamento.

#### Clapp

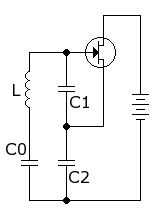
Schema di oscillatore Clapp (non è indicata la polarizzazione in corrente continua)

Nell'oscillatore Clapp la rete di reazione è costituita da una singola bobina e tre condensatori, due dei quali (C1 e C2 in figura) costituiscono un partitore di tensione che determina l'ammontare della retroazione al componente attivo.
L'oscillatore Clapp è essenzialmente un Colpitts con in più un condensatore in serie alla bobina. La frequenza di oscillazione in hertz per il circuito in figura è:
{\displaystyle f_{0}={1 \over 2\pi }{\sqrt {{1 \over L}\left({1 \over C_{0}}+{1 \over C_{1}}+{1 \over C_{2}}\right)}}\ .}
Il circuito Clapp offre prestazioni migliori rispetto al Colpitts nella costruzione di oscillatori a frequenza variabile (VFO), poiché è possibile variare la capacità del condensatore in serie alla bobina senza alterare l'entità della retroazione e quindi la stabilità del segnale. In regime astabile sfasa l'uscita di 90° verso destra.

### Meissner
Si tratta di un oscillatore con retroazione ottenuta per accoppiamento a trasformatore inventato da Alexander Meissner, particolarmente usato con i tubi a vuoto.

### A ponte di Wien

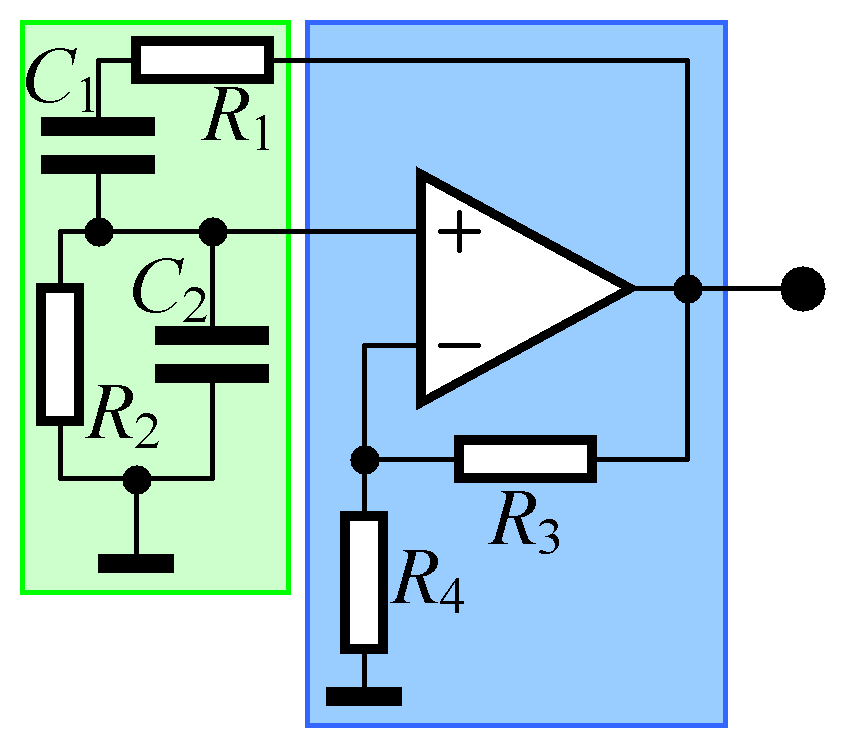
Schema di oscillatore a ponte di Wien con amplificatore operazionale

Questo oscillatore basa il suo funzionamento sul circuito a ponte di Wien elaborato da Max Wien nel 1891. All'epoca di Wien non erano ancora stati inventati dispositivi attivi, in grado cioè di amplificare, e l'oscillatore non poté essere realizzato. L'idea moderna si deve a William Hewlett, cofondatore della Hewlett-Packard, che lo presentò nella sua tesi di laurea alla Stanford University. Non per caso il circuito, in grado di produrre un segnale ottimamente sinusoidale, fu utilizzato per la prima volta nell'oscillatore di precisione HP 200A.
La frequenza di oscillazione è (R=R1=R2 e C=C1=C2):
{\displaystyle f={\frac {1}{2\pi RC}}}
La chiave della limitata distorsione dell'oscillatore di Hewlett risiede nella stabilizzazione dell'ampiezza. L'ampiezza del segnale in un oscillatore tende ad aumentare fino a che le estremità superiore ed inferiore della sinusoide vengono appiattite a causa della saturazione. Hewlett impiegò una lampada a incandescenza per limitare il guadagno dell'amplificatore in modo non lineare. La resistenza del filamento aumenta con l'aumento della temperatura, a sua volta aumentata dalla corrente per effetto Joule. Il circuito è congegnato in modo che un aumento della resistenza prodotto da un aumento del livello del segnale, comporti una riduzione del guadagno.
Oggi per lo stesso scopo sono utilizzati transistor FET o fotocellule, ottenendo distorsioni inferiori allo 0,0008% (8 parti per milione) con piccole variazioni rispetto al circuito originale mentre sistemi a LED/fotoresistenza CdS permette distorsioni inferiori alle 3 ppm.

## Oscillatori a rilassamento
Gli oscillatori a rilassamento sono particolari tipi di oscillatori capaci di emettere impulsi o segnali elettrici di varia forma non sinusoidale, per esempio onde quadre, onde a dente di sega e impulsi di breve durata seguiti da un più lungo tempo di recupero.
Sono costituiti da un componente non lineare che periodicamente scarica l'energia accumulata in un condensatore o in un induttore, causando un brusco cambiamento in uscita. Tra gli elementi non lineari utilizzabili si hanno: transistor a giunzione bipolare, diac e lampade al neon.
Si consideri per semplicità una lampada al neon. Il gas contenuto si mantiene isolante fino a quando la tensione ai suoi capi supera un valore critico, dopodiché si innesca una conduzione a valanga e la tensione ai capi del tubo crolla a valori molto più bassi. La conduzione del gas cessa quando la tensione scende al di sotto di una soglia minima. Si ponga in parallelo al tubo un condensatore e in serie ai due elementi una resistenza. Applicando tensione il condensatore inizia a caricarsi con un periodo τ=RC. Quando la tensione supera il valore di innesco del tubo il condensatore viene immediatamente scaricato fino alla tensione di disinnesco del tubo ed il ciclo riprende. Il circuito così costituito produce in uscita, ovvero ai capi del condensatore, un segnale approssimativamente a dente di sega.
I segnali impulsivi o ad onde quadre prodotti da un oscillatore a rilassamento possono essere usati per pilotare circuiti digitali come contatori, temporizzatori e anche microprocessori. Spesso però sono preferiti oscillatori al quarzo per ragioni di stabilità della frequenza.
Le forme d'onda triangolari e a dente di sega sono usate nella deflessione del pennello elettronico nei tubi catodici di oscilloscopi e televisori analogici.

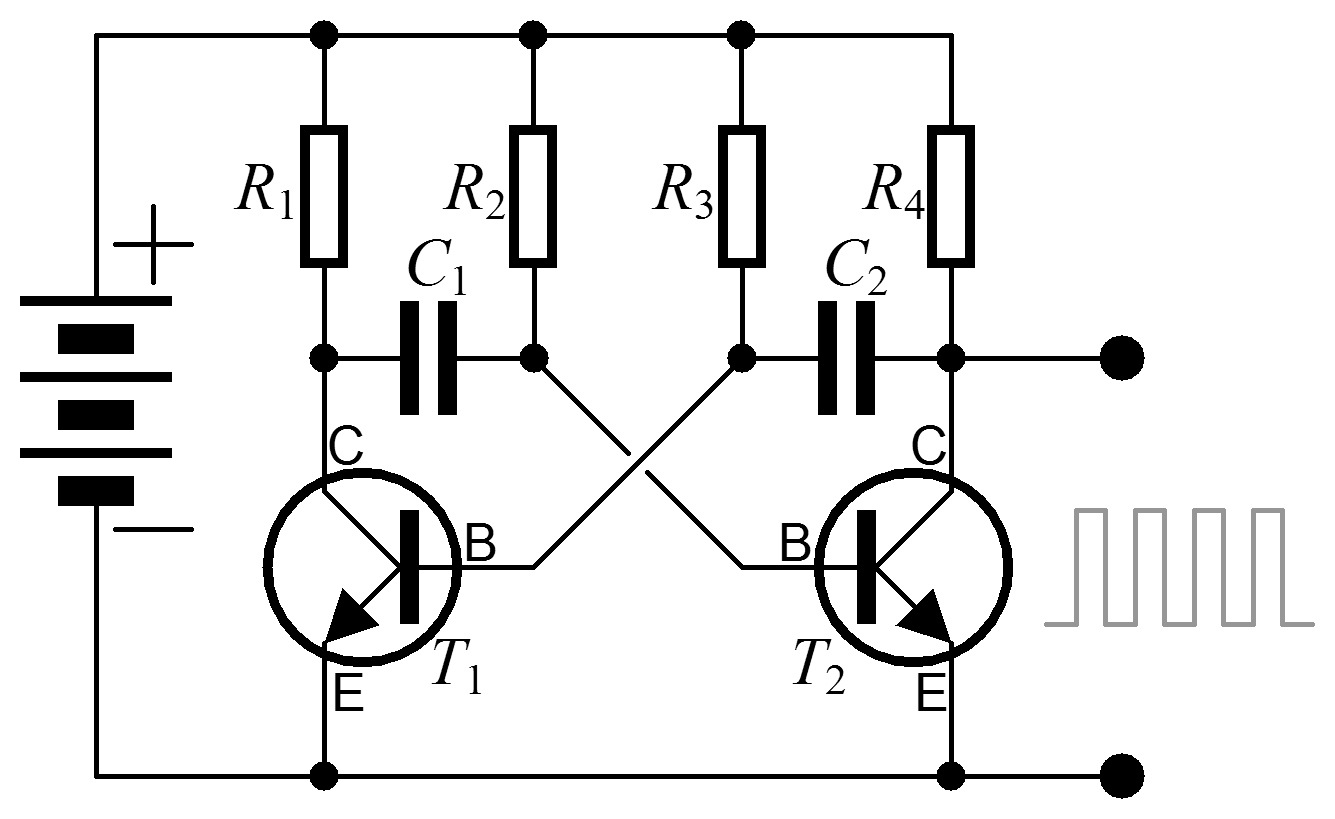
Schema di multivibratore astabile. Si noti la simmetria del circuito.

Un particolare tipo di oscillatore a rilassamento è il multivibratore astabile. Come tutti i multivibratori è un circuito che può trovarsi in uno dei due stati possibili. Nel multivibratore astabile nessuno dei due stati è stabile, così il circuito continua a passare da una condizione all'altra con un periodo determinato dai valori dei condensatori e resistenze presenti.
Il multivibratore astabile produce tipicamente un'onda quadra con duty cycle dipendente dal grado di simmetria del circuito.